# Айдаркул
Айдарку́л (на узбекски: Aydar ko‘li) е изкуствено езеро на територията на Узбекистан. Намира се в югоизточната част на Къзълкум, на 247 m надморска височина. Днешната площ на Айдаркул съставлява около 3000 km³. Дължината му е около 250 km, а ширината – до 15 km. Минерализацията на водата в езерото е около 2 g/l (2‰). Езерото не замръзва през зимата.
Около Айдаркул има малко населени места, тъй като се намира в пустинята Къзълкум, което е благоприятно за фауната около езерото. В близост до езерото живеят около 1760 души.

## История
В началото на 1960-те години Сърдаря е заградена. Едновременно е пусната в експлоатация Шардаринската ВЕЦ. За контрола на нивото на водата са поставени шлюзове, но когато през 1969 г. се покачва критично нивото на водата, шлюзовете са отворени, тъй като пропускателната способност на язовирната стена е недостатъчна. От февруари 1969 г. до февруари 1970 г. почти 60% от ежегодни отток на Сърдаря (21 km³) биват насочвани към Шардаринското водохранилище в Арнасайската низина. В резултат се образува езеро. От 1969 г. Айдаркул редовно получава приток от Сърдаря, ако Шардаринското водохранилище прелее. По този начин постепенно Арнасайската низина се запълва с вода и се образува второто по големина езеро в региона след Аралско море.

## Флора и фауна
Много водни птици мигрират от Аралско море и си правят гнезда в близост до езерото. Във водите на езерото са внесени много видове риба като шаран, сом, распер, сабица и други, които днес служат за риболов. Годишно се добиват от 760 до 2000 тона риба (според статистически данни в периода 1994 – 2001 година).